# デヤン・ペトロヴィッチ
デヤン・ペトロヴィッチ（Dejan Petrovič、1998年1月12日 - ）は、スロベニア出身のサッカー選手。HNKリエカ所属。ポジションはミッドフィールダー。元スロベニア代表。

## クラブ経歴
2016年7月23日、NKアルミニイに在籍していたペトロヴィッチは、この日のFCコペル戦でプロデビューを果たした。アルミニイでは約4年間の在籍で公式戦120試合に出場した。
2020年2月6日、オーストリアのSKラピード・ウィーンに移籍し、3年契約を結んだ。

## 代表経歴
2020年10月7日、サンマリノ代表との親善試合でスロベニアA代表デビューを飾った。